# Susan Strasberg

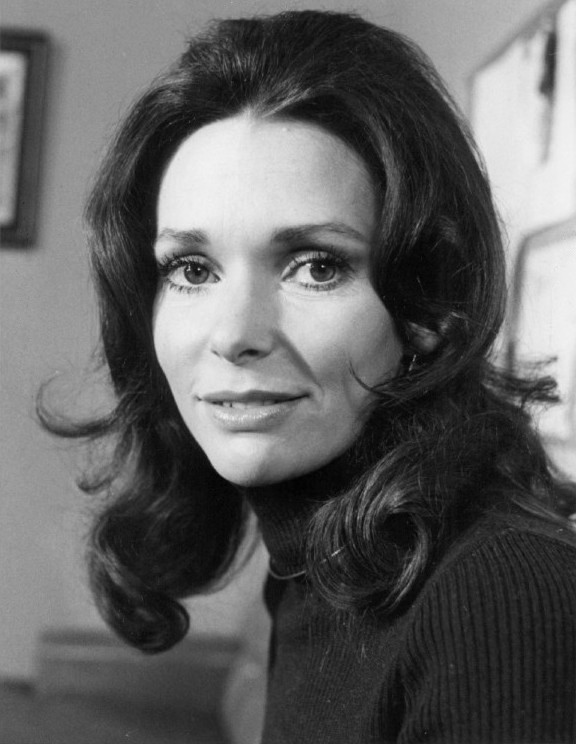
Susan Strasberg (1973)

Susan Strasberg (* 22. Mai 1938 in New York City; † 21. Januar 1999 ebenda) war eine US-amerikanische Schauspielerin.

## Biografie
Susan Strasberg wurde 1938 als Tochter von Theaterregisseur Lee Strasberg, dem Gründer des Actors Studio, und seiner Frau Paula Strasberg geboren. Nach ihrem Studium in New York spielte sie erstmals 1953 in einer Fernsehproduktion mit und 1955 am Broadway die Titelrolle in einer Dramatisierung des Buches Das Tagebuch der Anne Frank, wofür sie eine Tony-Award-Nominierung erhielt. Später reiste sie nach Europa, um dort im Holocaust-Filmdrama Kapò mitzuspielen, der für den Oscar als Bester internationaler Film nominiert wurde. Für die nächsten Jahre lebte sie in Italien, wo sie als La Strasberg bekannt war. In den 1960er Jahren kehrte sie in die Vereinigten Staaten zurück, um dort am Broadway aufzutreten. Am 25. September 1965 heiratete sie den Schauspieler Christopher Jones, mit dem sie ein Kind, Jennifer Robin, hatte. Nach der Trennung des Paares trat Strasberg zumeist in Fernsehproduktionen auf und war 1993 Jurorin der Internationalen Filmfestspiele Berlins.
Strasberg schrieb zwei Bücher: Bittersweet, eine Autobiografie, und Marilyn and Me: sisters, rivals, friends über ihre Freundin Marilyn Monroe. Vor ihrem Tod arbeitete sie an einem dritten Buch, mit dem Titel Confessions of a New Age Heretic. Sie starb am 21. Januar 1999 in ihrer Heimstätte in New York an den Folgen von Brustkrebs.

## Filmografie (Auswahl)
- 1955: Die Verlorenen (The Cobweb) – Regie: Vincente Minnelli
- 1955: Picknick (Picnic)
- 1958: Eines Tages öffnet sich die Tür (Stage Struck) – Regie: Sidney Lumet
- 1960: Kapo (Kapò)
- 1960: Ein Toter spielt Klavier (Taste of Fear)
- 1962: Verwirrung (Il disordine) – Regie: Franco Brusati
- 1962: Hemingways Abenteuer eines jungen Mannes (Hemingway’s Adventures of a Young Man) – Regie: Martin Ritt
- 1964: Freiwild unter heißer Sonner (The High Bright Sun) – Regie: Ralph Thomas
- 1967: Chubasco – Regie: Allen H. Miner
- 1967: The Trip
- 1967: Cosa Nostra – Erzfeind des FBI (Cosa Nostra, Arch Enemy of the F.B.I.)
- 1968: Psych-Out – Regie: Richard Rush
- 1968: Auftrag Mord (The Brotherhood) – Regie: Martin Ritt
- 1968: Das Rasthaus der teuflischen Schwestern – Regie: Gunnar Hellström
- 1968: Bonanza – TV-Serie: Rosalita (A severe case of matrimony) Staffel 9, Folge 33 (302) – Regie: Lewis Allen
- 1969: Dr. med. Marcus Welby (Marcus Welby M.D.) – Pilotfilm zur Fernsehserie
- 1969: Umarmung (Le sorelle) – Regie: Roberto Malenotti
- 1970: Ternos caçadores – Regie: Ruy Guerra
- 1970: Ständig in Angst (Hauser’s Memory)
- 1973: Frankenstein – Regie: Glenn Jordan
- 1973: Toma (Fernsehserie, 13 Folgen)
- 1974, 1976: Detektiv Rockford – Anruf genügt (The Rockford Files, Fernsehserie, Folgen „Wer erschoss Carl?“ und „Blüten-Träume“)
- 1974: Polizeiarzt Simon Lark (Police Surgeon, Fernsehserie, 2 Folgen)
- 1977: Achterbahn (Rollercoaster)
- 1977: Todesflug (Death Flight) – Regie: David Lowell Rich
- 1978: Der Manitou (The Manitou) – Regie: William Girdler
- 1981: Angst (Bloody Birthday) – Regie: Ed Hunt
- 1982: Labyrinth der Monster (Mazes and Monsters)
- 1986: Delta Force (The Delta Force)
- 1990: Jenseits der Dunkelheit (Out of Darkness) – Regie: Gray Hofmeyr (Filmbiografie über Albert Schweitzer)
- 1992: Il giardino dei ciliegi – Regie: Antonello Aglioti
- 2018: The Other Side of the Wind [in den frühen 1970ern gedreht]